# アルドブランディーニの婚礼

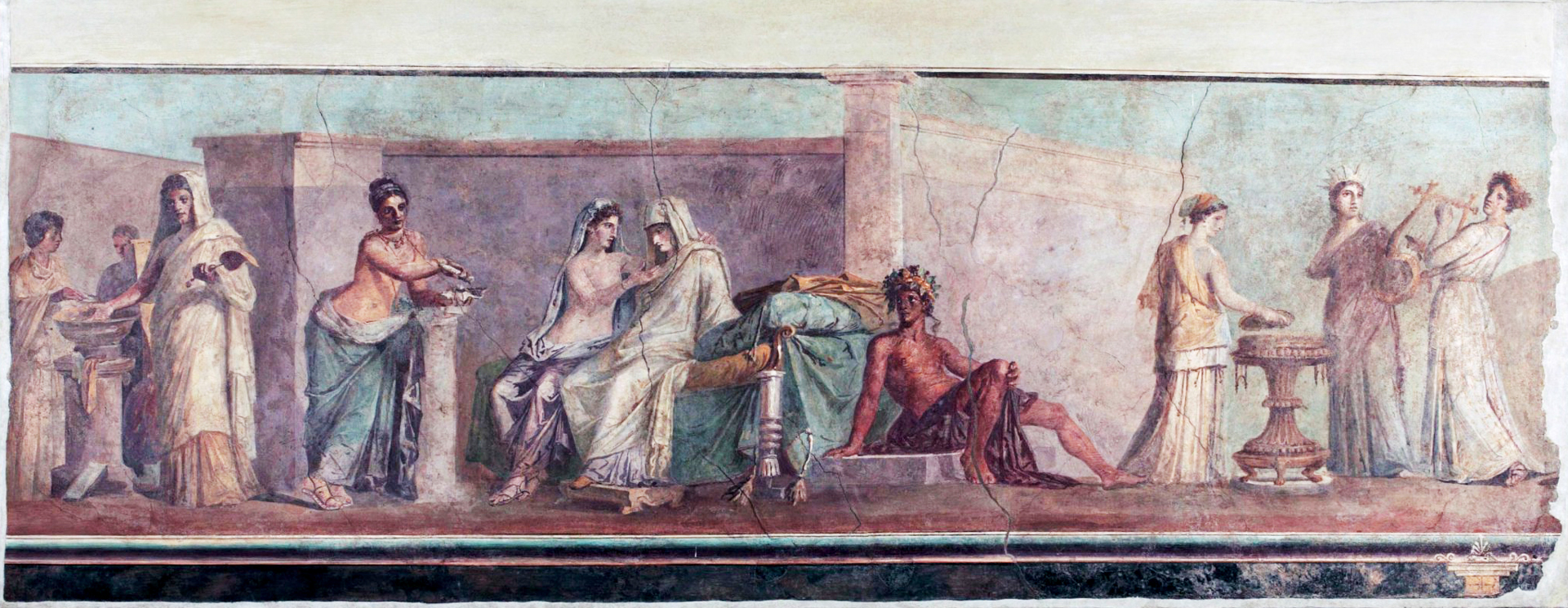

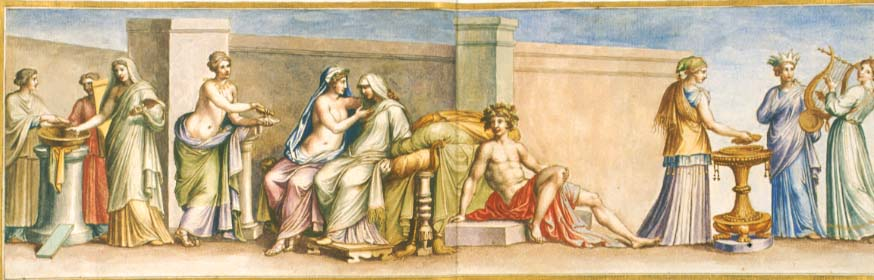

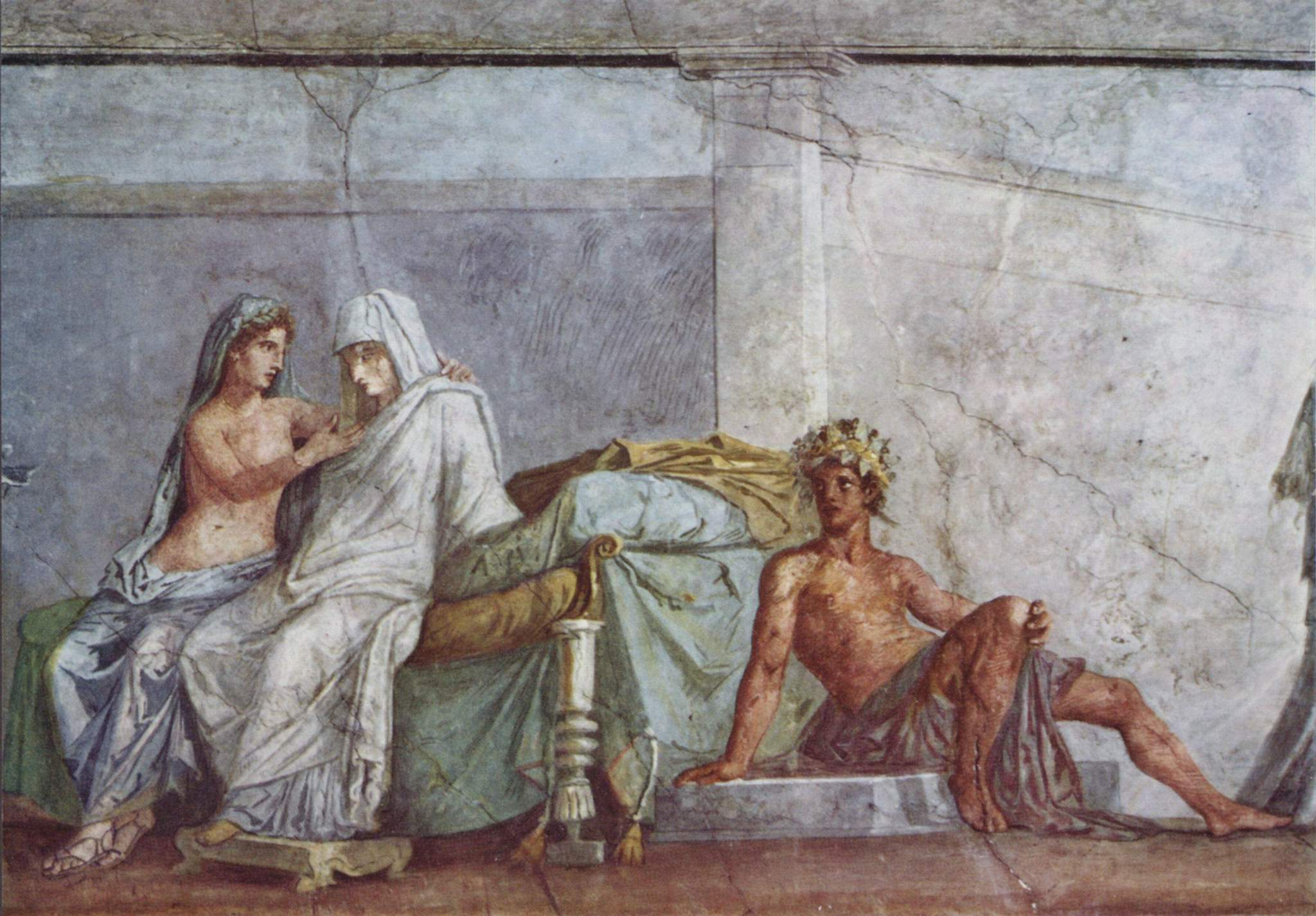

『アルドブランディーニの婚礼』（アルドブランディ―ニのこんれい、伊:Nozze Aldobrandini）は、古代ローマの最も有名な壁画の一つであり、図像については多くの解釈がある。バチカン美術館蔵。1605年頃、断片がローマの丘から発見され、かつての所有者アルドブランディーニにちなんでこの名で呼ばれている。花嫁の顔における影が、婚礼を控えた若い女性の不安げな気持ちを映しだし、式の準備を進める母親の堂々とした姿と対照的である。ルーベンス、ファン・ダイク等によっても模写された。